# Giuseppe Pollicelli
Giuseppe Pollicelli (Roma, 7 gennaio 1974) è un giornalista, saggista e regista cinematografico italiano e critico del fumetto.

## Biografia
Esordisce nella critica fumettistica nel 1989, collaborando alla rivista Fumo di China. In seguito scrive per testate specializzate nello studio e nell'informazione sul fumetto, tra cui Comic Art, Fumetto e Dime Press. Fonda le fanzine Kamikaze (1993) e Mefisto (1997), di cui escono sette numeri interamente da lui scritti, talvolta dietro pseudonimo. Di Mefisto, che ebbe anche una versione on line, il romanziere e saggista Leonardo Gori ha scritto: «La più originale tra le fanzine telematiche degli anni Novanta è stata senza dubbio lo "one man magazine" Mefisto, foglio polemico e stimolante».
Sempre nel 1997 crea, con Daniele Bevilacqua e Sergio Climinti, lo Zagor Club (associazione culturale dedicata al personaggio di Zagor) ed escono i suoi primi due libri di argomento fumettistico, Il fumetto è morto (e anch'io non mi sento troppo bene) e Sergio Toppi narratore d'immagini. A partire dal 1993 scrive per la rivista New Age Music and New Sounds i testi della serie a fumetti Storie Inquinate, disegnata da Francesco Artibani. Nel 1994 è autore della rubrica Le interviste probabili per il mensile Humor della casa editrice Comic Art. Nel 1998 cura la mostra CinquanTex (dedicata ai cinquant'anni di Tex Willer e tenutasi a San Marco in Lamis) e il relativo catalogo.
Tra il 2000 e il 2013 pubblica alcuni saggi sul fumetto tra cui Bonelli & dintorni (con Daniele Bevilacqua, 2000), Comicswood (con Andrea Materia, due volumi, 2003 e 2004) e Il West in Italia da Buffalo Bill a Tex Willer (2013). Nel 2012 e nel 2013 firma le introduzioni dei volumi a fumetti della collana mensile Historica, edita da Mondadori. Nel 2008 esce per i tipi di Coniglio Editore il suo primo libro di poesie, Che quantità d'amore vuoi. Poesie sulle passioni, sul sesso e in definitiva sulla vita, introdotto da Antonio Veneziani. Nel 2010 è autore con Emiliano Rubbi della commedia teatrale Suicide Veejay Show, rappresentata dalla compagnia AdLP e positivamente accolta dalla critica.
Dallo stesso anno scrive per il quotidiano Libero, occupandosi prevalentemente di temi culturali e collaborando con articoli e vignette a LiberoVeleno, inserto satirico domenicale. Nel 2013 dirige assieme a Mario Tani il film Temporary Road. (una) Vita di Franco Battiato, primo documentario dedicato al musicista siciliano. Tra il 2016 e il 2017 ha curato per Sette, magazine settimanale del Corriere della Sera, un ciclo di ritratti di autori del fumetto italiano successivamente proseguito sul mensile Fumo di China. Nel 2016 è stato direttore culturale della manifestazione Sanremo Art & Comics e due anni dopo, nel 2018, ha pubblicato per l'editore Nuova Argos di Roma Fumetti d'intelligence. Lo spionaggio a strisce dalle origini a oggi, il primo studio sistematico a livello mondiale sui fumetti di argomento spionistico.

## Opere

### Saggistica sul fumetto
- Il fumetto è morto (e anch'io non mi sento troppo bene), Edizioni Mefisto, Roma 1997.
- Quisquilie letterarie, Edizioni Mefisto, Roma 1997.
- Sergio Toppi narratore d'immagini (con Pietro Alligo e Angelo Nencetti), Edizioni Lo Scarabeo, Torino 1997.
- CinquanTex, Edizioni Lo Scarabeo, Torino 1998 (catalogo mostra). ISBN 9788886131537
- Moralista da fumetto, Edizioni Mefisto, Roma 1998.
- Fumetti d'Italia. Index 1-25, Ed. Roma Comics, Roma 1999.
- Bonelli & dintorni. Appunti critici e note bibliografiche sulla Sergio Bonelli Editore (con Daniele Bevilacqua), Ed. Zagor Club, Roma 2000.
- Comicswood. Dizionario del cinefumetto Vol. 1 (con Andrea Materia), Ed. Bottero, Roma 2003.
- Comicswood. Dizionario del cinefumetto Vol. 2 (con Andrea Materia), Ed. Bottero, Roma 2004.
- Il West secondo Civitelli. Le tavole per Tex Willer (con Sergio Pignatone), Ed. Little Nemo, Torino 2005.
- Sergio Tarquinio e la Storia del West, Little Nemo, Torino 2011. ISBN|9788896362211
- Il West in Italia da Buffalo Bill a Tex Willer: libri figurati, dispense d'epoca, fumetti da collezione, Little Nemo, Torino 2013. ISBN 9788896362303
- Dylan Dog. Bruno Brindisi, Fabio Civitelli, Little Nemo, Torino 2014. ISBN 9788899020033
- Eros & Comic Art, Little Nemo, Torino 2017. ISBN 9788899020057
- Fumetti d'intelligence. Lo spionaggio a strisce dalle origini a oggi, Nuova Argos, Roma 2018. ISBN 9788888693316
- I fantastici universi di Massimo Mattioli (con Michele Mordente), Collana "Assaggi" n. 2, Muscles Edizioni Underground, Agropoli (SA) 2021.

### Curatele
- Franco Battiato, Il silenzio e l'ascolto. Conversazioni con Panikkar, Jodorowsky, Mandel e Rocchi, Castelvecchi, Roma 2014 (seconda edizione 2021). ISBN 9788868264123
- Franco Battiato, Temporary Road. (una) Vita di Franco Battiato. Dialogo con Giuseppe Pollicelli, La nave di Teseo, Milano 2018. ISBN 9788893950145
- A Roma. Pietralata, Casal Bruciato, Portonaccio. Storie quotidiane del quartiere capitolino, Edizioni della Sera, Roma 2022. ISBN 9788894118261

### Poesia
- Che quantità d'amore vuoi. Poesie sulle passioni, sul sesso e in definitiva sulla vita, Coniglio Editore, Roma 2008. ISBN 8860631653

## Teatro
- Suicide Veejay Show (2010). Autore di testo e regia (con Emiliano Rubbi).

## Filmografia
- Temporary Road. (una) Vita di Franco Battiato, co-regia con Mario Tani - documentario (2013)
- Pietralata - cortometraggio (2014)